# Armand Ducap
Pour les articles homonymes, voir Ducap.
Armand Ducap, né le 16 novembre 1918 à Toulouse (Haute-Garonne) et mort le 11 octobre 2008, est un homme politique français.

## Détail des fonctions et des mandats
Mandats locaux
- Adjoint au maire de Toulouse
- Maire de Pin-Balma de 1971 à 1992
- Conseiller général du Canton de Toulouse-2 de 1973 à 1988
- Conseiller régional de Haute-Garonne de 1986 à 1992[2]

Mandats parlementaires
- 15 mai 1962 - 9 octobre 1962 : Député de la 3e circonscription de la Haute-Garonne
- 7 janvier 1963 - 2 avril 1967 : Député de la 3e circonscription de la Haute-Garonne